# II. Balkhausen
II. Balkhausen ist ein aus einer Hofschaft hervorgegangener Wohnplatz in der bergischen Großstadt Solingen. Er bildet zusammen mit den beiden Orten I. und III. Balkhausen den Ortsteil Balkhausen.

## Lage und Beschreibung
II. Balkhausen liegt im Unteren Wuppertal am Ufer des Flusses Wupper im Süden des Stadtbezirks Burg/Höhscheid, wobei der Fluss die Stadtgrenze zu Leichlingen bildet. II. Balkhausen liegt an der Straße Balkhausen die vom Balkhauser Weg abzweigt, der als Kreisstraße 4 klassifiziert ist. Der Ort ist entlang dieser Straße mit dem Nachbarort I. Balkhausen am Balkhauser Weg zusammengewachsen. Im II. Balkhausen haben sich einige historische Fachwerk- und Schiefergebäude erhalten, von denen heute drei als Baudenkmal geschützt sind. 
In nördliche und östliche Richtung erheben sich mehrere Höhenzüge des Solinger Höhenrückens, auf einem dieser Höhenzüge thront Burg Hohenscheid. Die Hochflächen werden durch kleinere Bachläufe in Richtung der Wupper entwässert, westlich an II. und III. Balkhausen vorbei fließt etwa der von Hohenscheid kommende Hohenscheider Bach.
Benachbarte Orte sind bzw. waren die zu Solingen gehörenden Orte Auer Kotten, Bielsteiner Kotten, Hohenscheid, I. und III. Balkhausen, Schellberg, Kempen, III. Hästen und Balkhauser Kotten sowie der zu Leichlingen gehörende Ort Raderhof.

## Etymologie
Die Ortsbezeichnung könnte darauf zurückzuführen sein, dass einst in der Nähe ein Steg aus Holzbalken die Überquerung der Wupper ermöglichte. Der Namensbestandteil -hausen ist ein verbreiteter Ortsname in Deutschland.

## Geschichte
Balkhausen hat seine Ursprünge im 14. Jahrhundert, der Ort wurde erstmals im Jahre 1363 urkundlich als Balchusen erwähnt.:1 In dem Kartenwerk Topographia Ducatus Montani von Erich Philipp Ploennies, Blatt Amt Solingen, ist Balkhausen bereits mit drei Hofstellen verzeichnet und als balckhuſen benannt. Ab dem Spätmittelalter bis in das 19. Jahrhundert war Balkhausen Titularort der Honschaft Balkhausen, einem unteren Verwaltungsbezirk des Kirchspiels Solingen innerhalb des bergischen Amtes Solingen. Die Topographische Aufnahme der Rheinlande von 1824 verzeichnet den Ort als IItes Balkhauſen, die Preußische Uraufnahme von 1844 verzeichnet ihn als II. Balkhausen. In der Topographischen Karte des Regierungsbezirks Düsseldorf von 1871 ist der Ort als Balkhausen verzeichnet.
Nach Gründung der Mairien und späteren Bürgermeistereien Anfang des 19. Jahrhunderts gehörte der Ort zur Bürgermeisterei Dorp, die 1856 das Stadtrecht erhielt, und lag dort in der Flur VI. Hohenscheid. Die Bürgermeisterei beziehungsweise Stadt Dorp wurde nach Beschluss der Dorper Stadtverordneten zum 1. Januar 1889 mit der Stadt Solingen vereinigt. Damit wurde II. Balkhausen ein Ortsteil Solingens.
Am 14. August 1906 wurde II. Balkhausen durch einen Tornado schwer getroffen, der einige Gebäude im Ort verwüstete (siehe dazu auch Wirbelsturm im Bergischen Land).
Nach dem Zweiten Weltkrieg verdichtete sich die Bebauung im Ort, so dass I. und II. Balkhausen entlang der Straße Balkhausen schließlich zusammenwuchsen. Der amtliche Stadtplan verwendet bis 1975 noch die Unterteilung in I., II. und III. Balkhausen, seit den 1980er Jahren wird der Ort zusammen mit den Nachbarorten im Stadtplan nur noch als Balkhausen bezeichnet. Die Unterteilung mit römischen Ziffern ist daher heute kaum noch gebräuchlich.
Die drei Fachwerkhäuser Balkhausen 16, 44 und 46 sind seit dem Jahr 1995 in die Solinger Denkmalliste eingetragen.

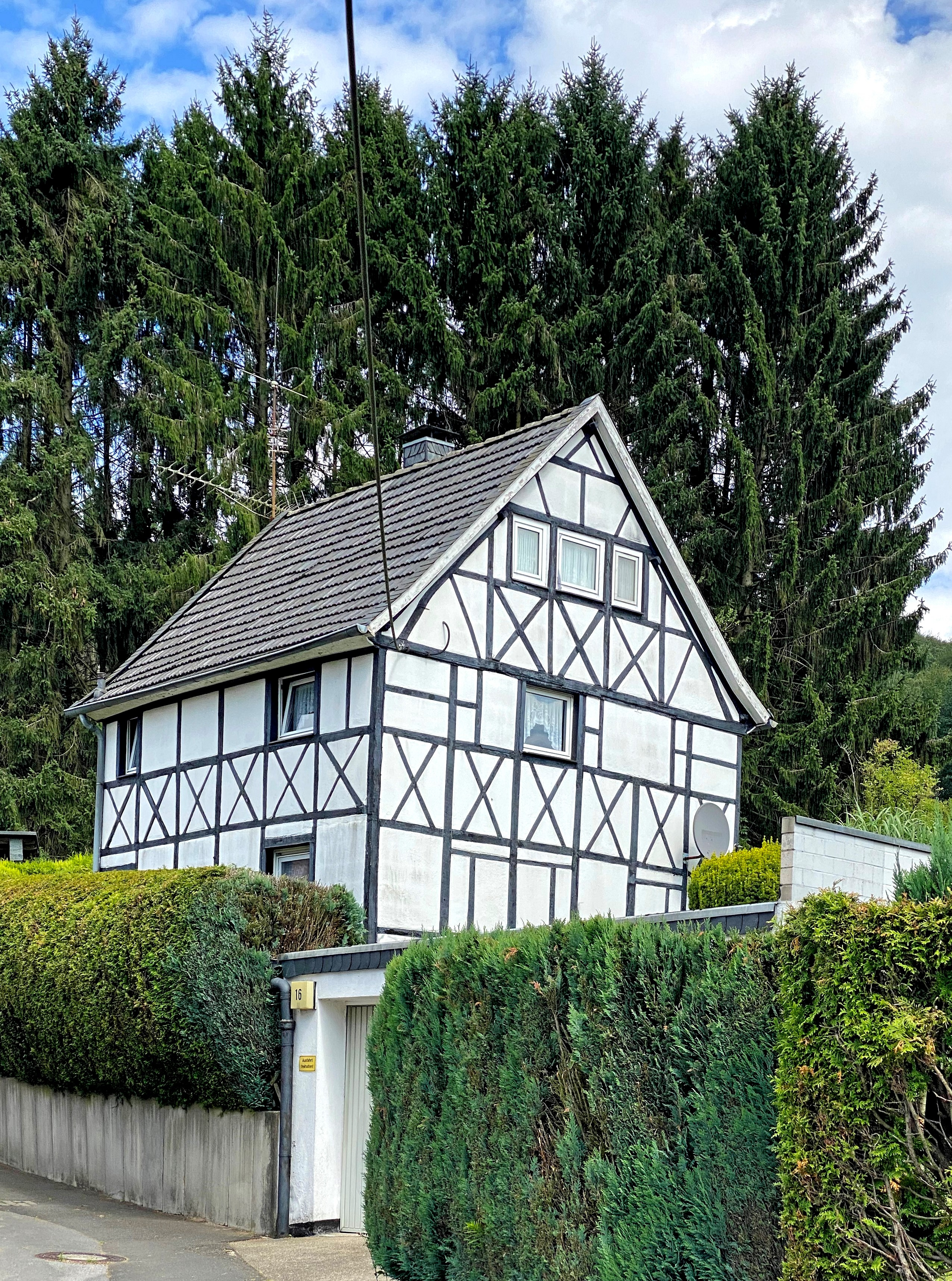
Balkhausen 16
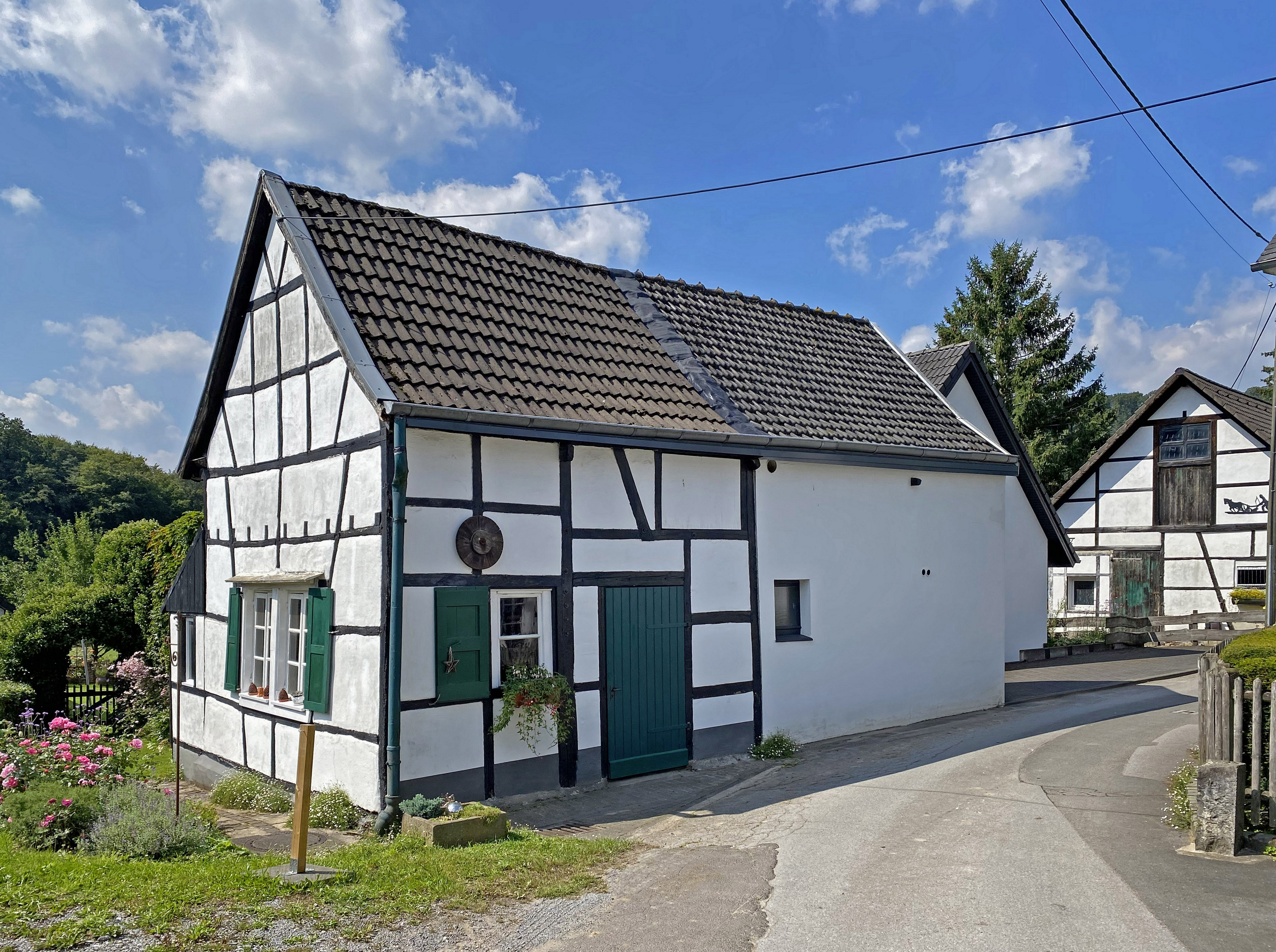
Balkhausen 41
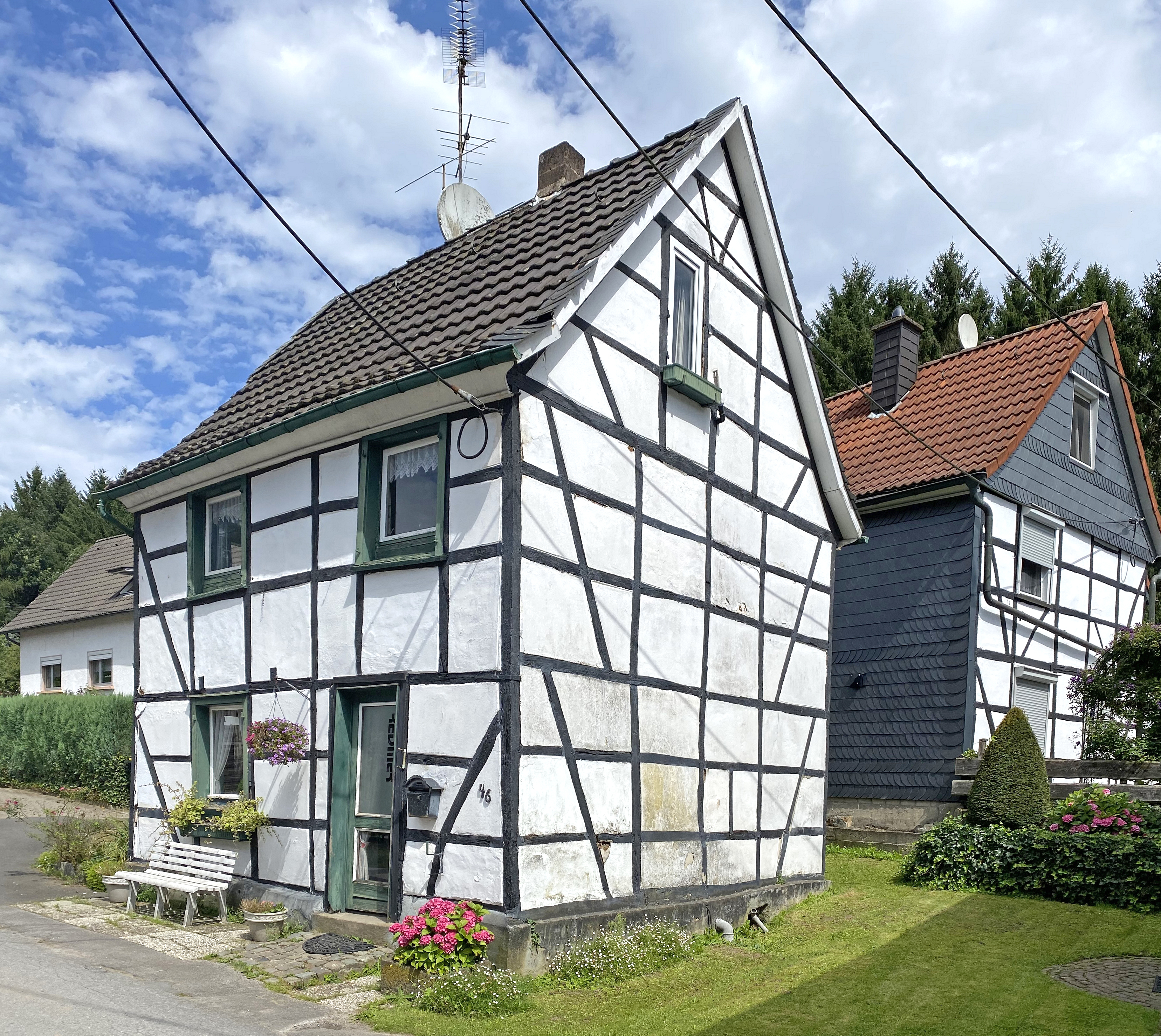
Balkhausen 46
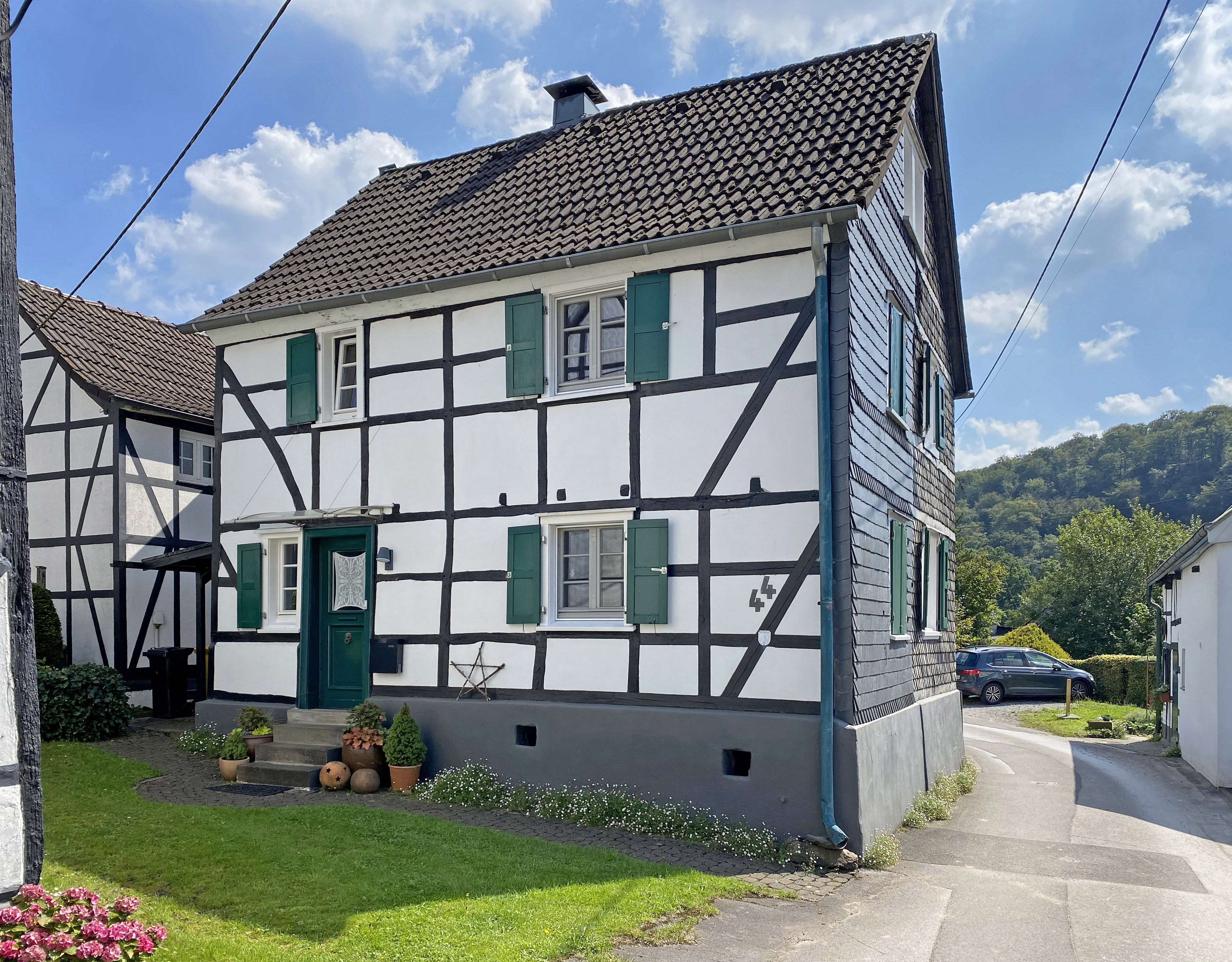
Balkhausen 44